# Maria del Carme Gardell García
Maria del Carme Gardell García   (Setcases, 6 de mayo de 1891 - Campo de concentración de Ravensbrück, 15 de abril de 1945), también conocida como Carme Bartolí (su apellido de casada), fue una mujer catalana emigrada a la Cataluña del Norte, miembro de la resistencia francesa local y colaboradora de diferentes redes de evasión. Fue encarcelada y deportada junto con su hija y murió en el campo de concentración de Ravensbrück.

## Biografía
Nacida en el pueblecito de Setcases (Ripollès) era hija de Jaume Gardell y de Carola García, estaba casada con Joan Bartolí y Guillaumes y tenía cuatro hijos: Jaume, Sabina, Josep y Hermínia. En 1929, por razones económicas, la familia se estableció en Vallmanya, un pueblecito del departamento de los Pirineos Orientales, en la comarca del Conflent. Al estallido de la Segunda Guerra Mundial, Gardell y la hija Sabina, que entonces tenía poco más de veinte años, empezaron a apoyar diferentes movimientos de la resistencia local (Combat, Franco-tireur y Liberatión Sud); al principio, sólo alimentando, alojando y escondiendo a algunos de sus miembros, pero poco a poco, su casa se convirtió en un punto logístico para fugitivos, pasadores, maquis y agentes de información de la línea Cometa. Más tarde, Sabina se incorporó a las redes Darius, (finales de 1942) Sabot (mayo 1943) y al estado mayor del Armée Secréte (Organización del Ejército Secreto). Tanta actividad no pasó desapercibida para las fuerzas del Gobierno de Vichy. A finales de agosto de 1943, Gardell y su hija Sabina fueron detenidas y encarceladas en Amélie-les-Bains-Palalda y más tarde en Perpiñán, donde permanecieron hasta que fueron trasladadas al campo de Compiègne, cerca de París, de donde salieron el 31 de enero de 1944, con destino a Ravensbrück, en uno de los transportes más numerosos: más de mil mujeres, entre ellas Neus Català, Alfonsina Bueno y muchas resistentes catalanas, hacinadas en vagones de ganado, en un viaje de tres días, casi sin comida ni bebida. Llegaron el 3 de febrero de 1944 y fueron registradas con sus apellidos de casadas: Carmen Bartolí, número 27046 y Sabina (o Savine) González, número 27156.
Las durísimas condiciones del campo, el hambre, el frío y los malos tratos, diezmaron rápidamente la salud de las prisioneras. Maria del Carme Gardell, que ocupaba el barracón 22, murió dos meses después, el 15 de abril de 1945, en brazos de su compañera Coloma Seró Costa. La hija Sabina Bartolí Gardell la sobrevivió y, tras ser trasladada al campo de Flossenbürg, fue liberada al término de la guerra y repatriada a Francia.